# Stangerie plstnatá
Stangerie plstnatá (Stangeria eriopus) je druh cykasotvarých rostlin z čeledi stangeriovitých (Stangeriaceae) ve třídě cykasy (Cycadopsida). Stangerie plstnatá je endemický cykas z jižní Afriky. Druh je nejblíže příbuzný australskému rodu bowenie (Bowenia), se kterým tvoří čeleď stangeriovité. Je považován za prehistorickou rostlinu, z jehož předka se vyvinula celá řada dalších cykasů (bowenie (Bowenia), čigua (Chigua), keják (Zamia) a pravděpodobně i další kejákovité (Zamiaceae)). O stangérii se botanici v 19. století domnívali, že se jedná o kapradinu. Až náhle vyrašená šiška v londýnské botanické zahradě Chelsea překvapivě změnila jeho zařazení.

## Etymologie
Rodové jméno rostliny pochází od Dr. Maxe Stangera, který zmíněnou rostlinu do Chelsea z Jižní Afriky zaslal. Druhové jméno vychází z vědeckého jména, označující plstnaté pokrytí kořene řapíku (v překladu „plstnatá noha“). Starší a již nepoužívané vědecké jméno je Stangeria paradoxa.

## Popis

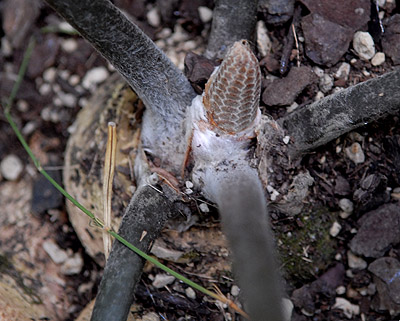
Šiška stangerie a řapíky s typickou plstí, které daly této rostlině jméno

Kmeny jsou zcela podzemní a kořen má tvar řepy, s korálovitými kořeny typickými pro cykasy. Kmen se může větvit do řady růstových bodů a má zavalité, takřka hlízovité kořeny.
Mladé listy vyrůstají složené přímo nahoru, pokryté jemným chmýřím. Zralé listy jsou dlouhé 0,3-2 m, podobné kapradinám. Řapík je 10-80cm dlouhý, u kmene široký a pokrytý vlasy, které této rostlině daly jméno. Poslední lístky na listu často srostlé a zubaté.
Stangerie plstnatá dospívá v 5-7 letech, kdy z ní vyrostou samčí a samičí šišky, typické pro cykasy.

## Rozšíření

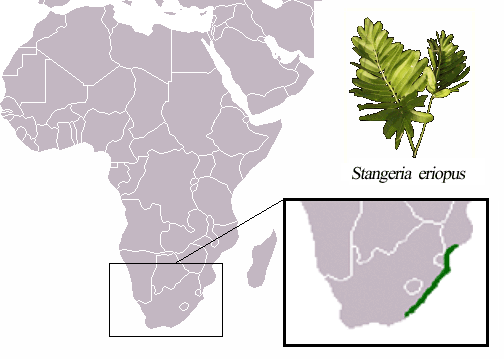
Mapa rozšíření stangerie

Stangerie roste na východním pobřeží Jižní Afriky a jižního Mosambiku. Roste v úzkém 50km pásu u moře, ale nikdy blíže než 2-3 km. Tento druh žije v rozmanitém prostředí od lesa po travnatou step, nicméně je stále více ohrožen změnami v prostředí a využíváním v tradičním lékařství.

## Stangerie v Česku
Jediné dvě rostliny jsou známy z botanické zahrady Brno a ze zahrady UK v Praze na Slupi. Na Slupi ovšem tato nová rostlina roste mezi ostatními cykasy neoznačena.

## Původ
Stangerie je dle některých odhadů živým chybějícím článkem mezi cykasy. Dle R. Buckleye se předek stangerií postupně vyvinul i v rody bowenie a čigua a z předků čigua poté do Zamií a dalších rostlin. Africká stangerie se pravděpodobně vyvinula z cykasu, který žil na celém někdejším kontinentu Pangea, jak napovídá i existence jejích předchůdců po celém světě, například Eostangeria ruzinciniana v Bulharsku, Eostangeria saxonica v Německu a Eostangeria pseudopteris v Oregonu.